# فرودگاه نرلریت اینات
فرودگاه نرلریت اینات (به انگلیسی: Nerlerit Inaat Airport) (به زبان بومی: Mittarfik Nerlerit Inaat) یک فرودگاه با کد یاتا CNP است که یک باند فرود شن دارد و طول باند آن ۱۰۰۰ متر است. این فرودگاه در کشور گرینلند قرار دارد .